# Dicladocera fairchildi
Dicladocera fairchildi är en tvåvingeart som beskrevs av Candice M. Goodwin 1999. Dicladocera fairchildi ingår i släktet Dicladocera och familjen bromsar. Inga underarter finns listade i Catalogue of Life.